# Strefa rokendrola wolna od angola
Strefa rokendrola wolna od angola – słowno-muzyczna audycja radiowa, emitowana w godzinach nocnych (zob. niżej) w Programie Trzecim Polskiego Radia (PR3). Do 2006 roku Strefa znajdowała się w ramówce Polskiego Radia Bis.
Program prezentuje specyficznie pojmowaną muzykę rockową, nie są w nim bowiem emitowane utwory wykonywane w języku angielskim i polskim (wyjątek stanowią polskie utwory wykonywane przez zagranicznych wykonawców). Całość prowadzi Michał Owczarek, posługujący się pseudonimem Doktor Wilczur.
Każde wydanie ma swój leitmotiv (np. „Audycja boska, bo ska”). Niektóre motywy powtarzają się ze względu na pewne okoliczności (np. gdy Strefa wypada w Dzień Polski w Trójce, leitmotiv to "Polscy chłopcy w językach obcych"). Wszelkie angielskie nazwy prowadzący czyta zgodnie z pisownią lub spolszcza (aczkolwiek słowa w językach innych niż angielski prowadzący czyta starannie, poprawnie). Słuchacze w trakcie audycji mogą przysyłać e-maile na adres, których fragmenty prowadzący często przytacza na antenie. Utwory są odtwarzane grupami, najczęściej po kilka z jednego albumu.
Podczas sporadycznych nieobecności Doktora Wilczura Strefę w zastępstwie prowadzili: red. Wojciech Ossowski i red. Bartosz Gil, a wydanie z dnia 11 lipca 2016 poprowadził Piotr Kordaszewski.
W listopadzie 2010 wśród słuchaczy Programu Trzeciego przeprowadzono plebiscyt na „najpopularniejszą audycję w historii Trójki”. W zestawieniu tym Strefa znalazła się na 13. miejscu.
Od 14 marca 2011 audycja dostępna także w serwisie Polskiego Radia mojepolskieradio.pl.
Z końcem sierpnia 2022 roku Michał Owczarek zrezygnował z prowadzenia dalszych audycji na antenach Polskiego Radia i rozstał się z nadawcą.

## Pory nadawania audycji w Programie 3
- na początku emisji w PR3 była nadawana co miesiąc, w różne dni tygodnia, po północy.
- od 14 października 2007 do 28 września 2008 audycja była emitowana w niedziele o północy; wyjątkiem były wydania z 23 i 30 sierpnia, kiedy Strefa rozpoczynała się o 9:00 pod hasłem „Strefa budzi ludzi”.
- od 1 stycznia 2011 włącznie: w soboty w godzinach od 22:00 do 24:00
- od 25 czerwca 2011 do końca lipca 2011: w soboty w godzinach od 22:00 do 24:00
- od sierpnia 2011 do 23 września 2011 włącznie: przerwa w emisji
- od 24 września 2011 do 2 lipca 2016: w soboty (z piątku na sobotę) w godzinach od 00:00 do 02:00
- od 4 lipca 2016 do 29 sierpnia 2016: w poniedziałki (z niedzieli na poniedziałek) w godzinach od 0:05 do 2:00
- od 8 września 2016 do 31 sierpnia 2017: w czwartki (ze środy na czwartek) w godzinach od 0:05 do 2:00
- od 7 września 2017: w czwartki (ze środy na czwartek) w godzinach od 2:00 do 4:00
- od 14 października 2021: w czwartki od godziny 20:00 do 21:00